# گیلسون، ایلینوی
گیلسون (به انگلیسی: Gilson) یک حوزه سرشماری در ایالات متحده آمریکا است که در ایلینوی واقع شده‌است. گیلسون ۱۹۰ نفر جمعیت دارد.